# 是定
是定（ぜじょう）は、氏長者が推挙した者を従五位下に叙す氏爵において、その職務を他氏の人が代行すること。王氏と橘氏に見られる。

## 概要
王氏・源氏・藤原氏・橘氏の4氏は、氏族内から毎年、氏爵により叙爵する者を推挙することができた。源氏と藤原氏は氏長者がその権限を行使していたが、王氏は第一親王、橘氏は他氏の公卿が代行した。この権限は推挙する者を「是とし定める」ことから是定と呼ばれた。是定の奉書を是定宣という。

### 王氏
王氏は諸王の集団を指す呼称だが、氏爵は王氏出身者ではない第一親王（親王の中で官位の最も高い者）が担当した。天暦7年（953年）の元平親王（陽成天皇の第2皇子）、長元4年（1031年）の敦平親王（三条天皇の第3皇子）は是定と呼ばれている（『権記』長徳4年 (998年) 11月19日条、『小右記』長元4年（1031年）3月1日条）。院政期に法親王の制度が確立して世俗の親王がいなくなると、花山天皇の子孫で神祇伯を世襲した白川伯王家が氏爵を行うようになった。ただし同家は当主自身が王氏長者を称したことにより、是定とは呼ばれていない。宝徳元年（1449年）には氏爵の権限が再び第一親王に移り、王氏是定制が復活した（『康富記』12月11日条）。

### 橘氏
橘氏は永観元年（983年）に参議・橘恒平が卒去したのを最後に公卿が絶え、氏院（学館院）を管理する長者と氏爵を行う是定が分離した。『西宮記』に是定の語があることから、源高明が失脚する安和2年（969年）以前には、すでに他氏の公卿が橘氏の氏爵を代行する慣例が成立していたと見られる。『西宮記』では橘氏是定の具体例として「大納言源卿、右中将藤原卿、十五親王」が挙げられており、前の2名は不明だが、十五親王は醍醐天皇の皇子・盛明親王と思われる。寛和年間（985年 - 987年）に藤原道隆の外祖母が橘氏出身であったため、橘氏是定の地位は藤原北家が獲得した（ただし、源俊賢・源師房・源俊房・源有仁も是定に就任しているため、藤原北家が独占した訳ではない）。なお、『西宮記』には是定は橘氏外戚の者が宣旨を賜って就任するとあるが、道隆以降の橘氏是定には橘氏と血縁関係のない源俊賢が含まれており、その原則は必ずしも遵守されていなかったことがうかがえる（『玉葉』安元3年(1177年)6月5日条）。
室町時代中期には六位蔵人の家柄であった橘氏の薄以盛が後花園天皇の近臣として昇進を重ねて享徳2年（1452年）に公卿（従三位非参議）となったのを機に、是定は薄家が継承する事になったが、薄以緒が菅原氏の唐橋家から養子に入るなど、他氏からの養子が相次いだ。天正13年（1585年）、薄諸光が豊臣秀吉に切腹させられ、絶家している。